# Sokodé
Sokodé je grad u Togou, glavni grad regije Centrale i prefekture Tchaoudjo. Smješten je u središtu države, 340 km sjeverno od Loméa. Leži između rijeka Mo i Mono, otprilike na pola puta od Gvinejskog zaljeva do Sahela. Sokodé ima tropsku klimu, s dva razdoblja: kišnom sezonom, koja traje od travnja do listopada, te sa sušnom sezonom od studenog do ožujka.
Grad je najveće trgovačko središte ovog dijela Togoa i bitno prometno čvorište: nalazi se na glavnoj prometnici zemlje, koja povezuje Lomé s Burkinom Faso. Dominantna religija lokalnog stanovništva je islam.
Prema popisu iz 2005. godine, Sokodé je imao 106.300 stanovnika, čime je bio drugi grad po brojnosti u državi.

## Vanjske poveznice

### Ostali projekti
|  | Zajednički poslužitelj ima još gradiva o temi Sokodé |